# Paul Pouderoux
Pour les articles homonymes, voir Pouderoux.
 (décembre 2018).
Paul Pouderoux, né le 11 février 1874 et mort le 21 juin 1956, est un militaire français.

## Biographie

### Carrière militaire
Pendant la Première Guerre mondiale il fut aviateur au sein du groupe bombardier n°13 notamment, puis après la guerre il fut commandant du régiment de sapeurs-pompiers de Paris jusqu'en 1932. Il eut l’initiative de réorganiser le Comité Technique International du Feu (CTIF) en 1929 et d’en organiser à Paris les congrès de 1929, 1931 et 1934 ainsi que la première Exposition Internationale du Feu. Il fut aussi élu président du Comité. 
Promu général, il prit sa retraite en 1934, et fut chargé des mesures de sécurité sur les paquebots transatlantiques.

### Militantisme pacifique
Après sa retraite il est actif dans des groupes tels que le l’Association Républicaine d’Anciens Combattants (ARAC), fondée en 1917 par Paul Vaillant-Couturier et Henri Barbusse entre autres et dont la philosophie est très inspirée par le parti communiste de l’époque. 
Il est membre actif du Rassemblement universel pour la paix. 
Il participe à de nombreuses campagnes pacifistes et publie ainsi des ouvrages à orientation pacifiste, tels que le volume Le danger aéro-chimique ou la guerre déshonorée ou l’article Le devoir international.
Après la Libération, il est président de la délégation spéciale à Saint-Paul (Alpes-Maritimes).

## Hommage
À la requête de la Brigade des Sapeurs Pompiers de Paris, en 2003, la mairie de Tremblay-en-France décida de changer le nom de la partie du chemin des Vaches comprise entre la route des Petits-Ponts et l'autoroute A104 en « Avenue du Général Pouderoux ». La voie dessert essentiellement, en accès direct, la caserne locale des Sapeurs Pompiers de Paris,,,.

## Œuvres
- Paul Pouderoux, Le Danger Aéro-Chimique ou la Guerre Déshonorée, Imprimerie Centrale Administrative, 1936
- Paul Pouderoux et J. Prudrommeaux, Le Devoir International, Les Peuples Unis (no 12), 1er décembre 1936
- Paul Pouderoux, Le régiment de sapeurs-pompiers de Paris, étude critique, Imprimerie régimentaire, 1926